# Ліберія (Коста-Рика)
Ліберія — місто, розташоване на північному заході центральноамериканської держави Коста-Рика, столиця провінції Гуанакасте. У місті проживає 67 463 жителів. У місті знаходиться другий за величиною міжнародний аеропорт Коста-Рики — після Алахуели — імені Даніеля Одубера, який пропонує рейси в Даллас, Х'юстон, Атланту, Маямі і Шарлотт і пов'язаний безпосередньо з аеропортом Дж. Ф. Кеннеді в Нью-Йорку. Поруч з Ліберією знаходиться Національний парк Рінкон де ла В'єха.

## Клімат
Місто знаходиться у зоні, котра характеризується кліматом тропічних саван. Найтепліший місяць — квітень із середньою температурою 29.3 °C (84.7 °F). Найхолодніший місяць — жовтень, із середньою температурою 26.6 °С (79.9 °F).
| Клімат Ліберії          | Клімат Ліберії | Клімат Ліберії | Клімат Ліберії | Клімат Ліберії | Клімат Ліберії | Клімат Ліберії | Клімат Ліберії | Клімат Ліберії | Клімат Ліберії | Клімат Ліберії | Клімат Ліберії | Клімат Ліберії | Клімат Ліберії |
| Показник                | Січ.           | Лют.           | Бер.           | Квіт.          | Трав.          | Черв.          | Лип.           | Серп.          | Вер.           | Жовт.          | Лист.          | Груд.          | Рік            |
| Середній максимум, °C   | 33,4           | 34,4           | 35,4           | 35,9           | 33,9           | 32             | 32,1           | 32,1           | 31,3           | 30,9           | 31,6           | 32,5           | 33             |
| Середня температура, °C | 27,1           | 27,8           | 28,5           | 29,3           | 28,7           | 27,6           | 27,5           | 27,4           | 26,9           | 26,6           | 26,6           | 26,8           | 27,6           |
| Середній мінімум, °C    | 20,7           | 21,1           | 21,6           | 22,7           | 23,4           | 23,2           | 22,8           | 22,6           | 22,4           | 22,3           | 21,5           | 21             | 22,1           |
| Норма опадів, мм        | 1.4            | 1.8            | 4.2            | 22.6           | 196.4          | 247.9          | 160.2          | 211.3          | 363.5          | 335.6          | 104.8          | 11.3           | 1384           |
| Днів з опадами          | 20             | 18             | 21             | 13             | 9              | 13             | 12             | 11             | 16             | 12             | 10             | 9              | 164            |
| Днів з дощем            | 20,7           | 21,1           | 21,6           | 22,7           | 23,4           | 23,2           | 22,8           | 22,6           | 22,4           | 22,3           | 21,5           | 21             | 265,3          |
| ----------------------- | -------------- | -------------- | -------------- | -------------- | -------------- | -------------- | -------------- | -------------- | -------------- | -------------- | -------------- | -------------- | -------------- |
| Джерело: Weatherbase    |                |                |                |                |                |                |                |                |                |                |                |                |                |

## Фестиваль
Щороку у лютому в Ліберії проходить фестиваль (Fiestas Civicas), що включає кінний парад, шоу биків, театральні вистави і танцювальні заходи.

## Місто-партнер
- Палм-Кост, Флорида, США